# Furkreasläktet
Furkreasläktet (Furcraea) är ett släkte i familjen agaveväxter med cirka 20 arter från tropiska och subtropiska Amerika. 